# Sifah

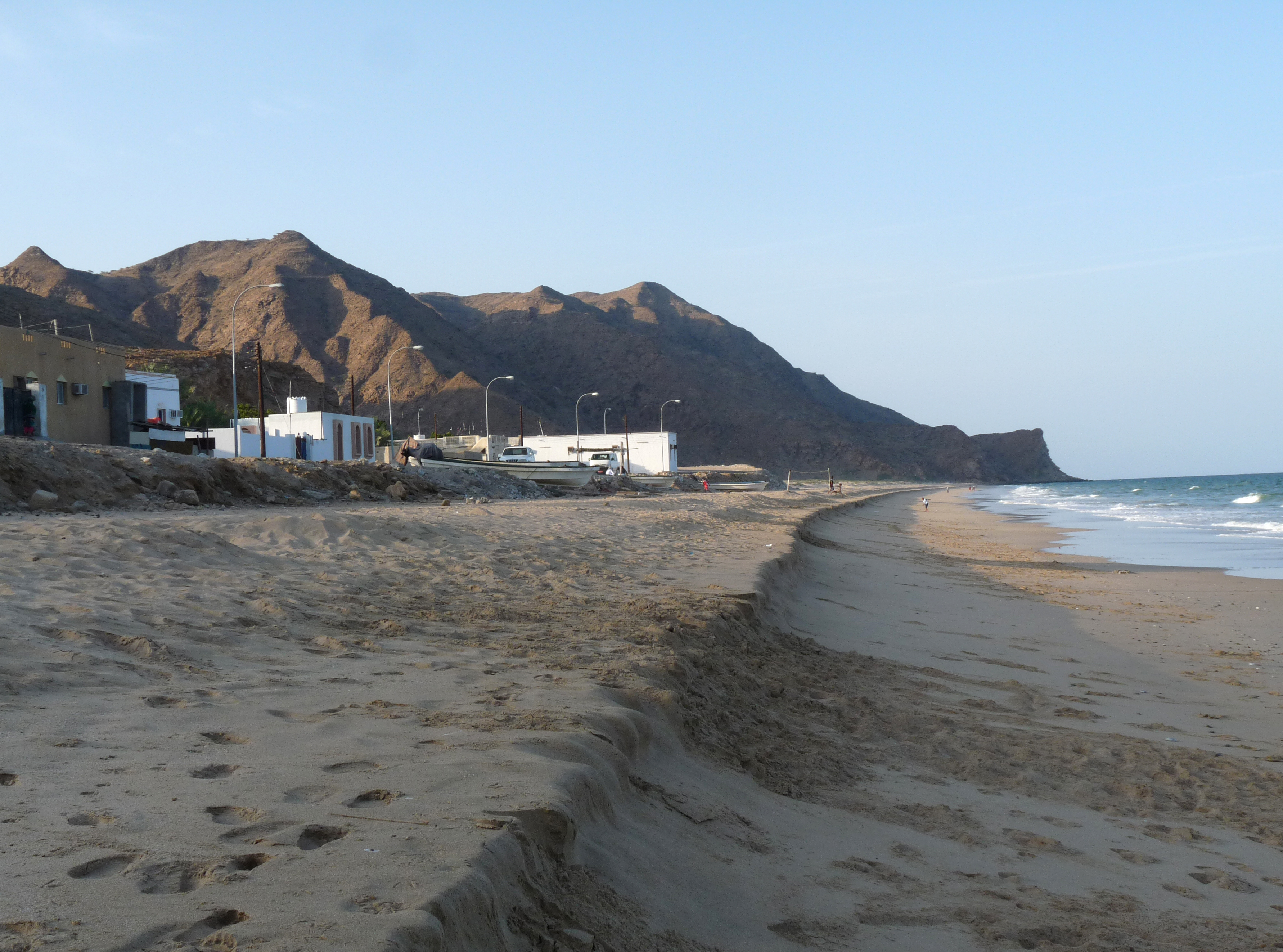
Les abords du village

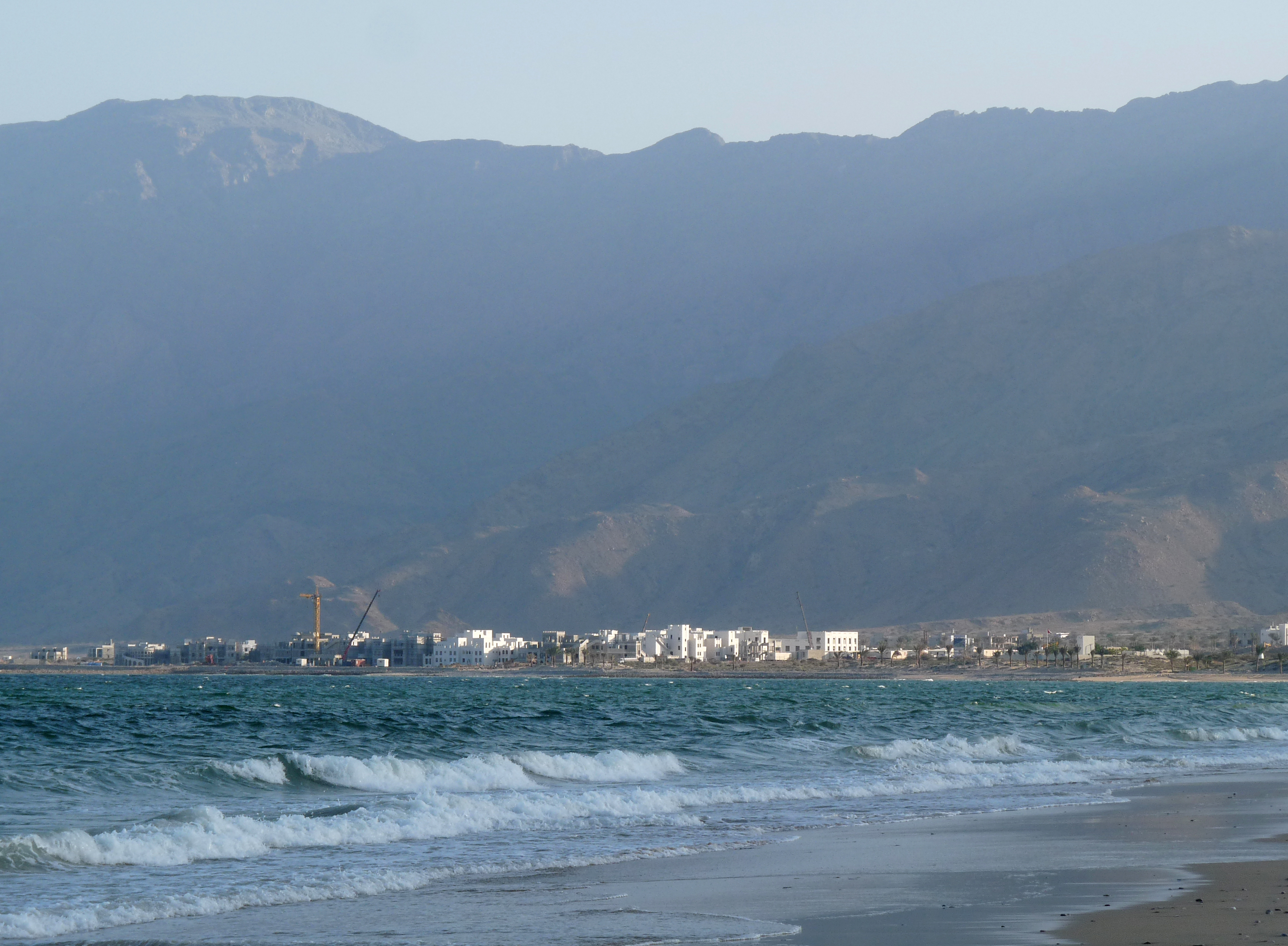
Expansion immobilière

Sifah (ou As Sīfah) est une localité côtière du sultanat d'Oman située dans le golfe d'Oman, entre Mascate – la capitale – et Qurayyat.

## Géographie
Dans l'arrière-pays, le Djebel Abu Da'ud tout proche culmine à 1 190 m.

## Administration
Sifah est rattaché au gouvernorat de Mascate.